# U-747
Unterseeboot 747 foi um submarino alemão do Tipo VIIC, pertencente a Kriegsmarine que atuou durante a Segunda Guerra Mundial.

## Comandantes
| Comandante           | Data                              |
| -------------------- | --------------------------------- |
| Oblt. Erich Jewinski | outubro de 1943 - maio de 1944    |
| Oblt. Günter Zahnow  | maio de 1944 - 1 de abril de 1945 |

## Subordinação
Durante o seu tempo de serviço, esteve subordinado às seguintes flotilhas:
| Período                                    | Flotilha                                 |
| ------------------------------------------ | ---------------------------------------- |
| 1 de setembro de 1943 - 1 de abril de 1945 | 24. Unterseebootsflottille (treinamento) |
| 1 de abril de 1945 - 1 de abril de 1945    | 31. Unterseebootsflottille (treinamento) |